# Turó Gros (Caldes de Montbui)
El Turó Gros és una muntanya de 400 metres que es troba al municipi de Caldes de Montbui, a la comarca catalana del Vallès Oriental.